# 凱爾·拉林
凱爾·拉林（英語：Cyle Larin；發音：/kaɪl 'lærɪn/；1995年4月17日—）是一名加拿大足球員，司職前鋒，現效力於西甲球隊馬略卡。加拿大國家男子足球隊成員。

## 生平
拉林出生在加拿大安大略省布蘭普頓一個牙買加家庭。

### 國家隊生涯
2021年11月16日，拉林在迎戰墨西哥男足的世預賽比賽上為加拿大攻入兩球，憑此追平了退役國腳德韋恩·德·羅沙里奧22球的男足國家隊入球紀錄。